# Непідсудний
«Непідсудний» — радянський художній фільм 1969 року, режисерів Володимира Краснопольського і Валерія Ускова, екранізація оповідання Льва Ющенка «Командир».

## Сюжет
У тренувальному польоті терпить катастрофу літак Іл-28. Стрілець-радист Сорокін без наказу залишає літак, приземляється першим і пише донос на льотчика Єгорова. Єгорову доводиться залишити військову службу, його кидає кохана дівчина Надя. З тих пір проходить шістнадцять років. Надя одружена з наклепником Сорокіним, виховує з ним сина, який не знає, хто його справжній батько. Одного разу вся сім'я опиняється в літаку, яким керує Єгоров. З'ясування відносин призводить до запізнілого торжества правди, яка зачіпає всіх героїв: одного знищує, іншого підносить, в третьому вселяє надію…

## У ролях
- Олег Стриженов —  льотчик Єгоров
- Людмила Максакова —  Надя, колишня дівчина Єгорова, суддя в Омську
- Леонід Куравльов —  Сорокін, чоловік Наді, що зробив наклеп на Єгорова
- Володимир Кузнецов —  Сергій, син Наді і Єгорова  (дублював  Микола Бурляєв)
- Ольга Сошникова —  Оля, дружина Єгорова
- Світлана Світлична —  Віка, стюардеса
- Валентина Владимирова —  жінка з поросям на пасажирському «кукурузнику»
- Володимир Гусєв —  Циганок, загиблий командир випробуваного реактивного літака, друг Єгорова
- Сергій Никоненко —  Інокентій, другий пілот
- Ніна Агапова —  пасажирка авіалайнера
- Петро Глєбов —  Петро Петрович Самойлов
- Микола Ліров —  Сергій в дитинстві
- Юрій Мартинов —  бортінженер
- Микола Сморчков —  Коля, радист
- Сергій Горемикін — епізод
- Людмила Давидова —  зв'язкова
- Олександр Матковський —  пасажир авіалайнера
- Станіслав Міхін —  друг Сорокіна
- Олексій Смирнов —  пасажир в аеровокзалі Свердловська

## Знімальна група
- Режисери-постановники:  Володимир Краснопольський,  Валерій Усков
- Сценарист:  Костянтин Ісаєв
- Оператор-постановник:  Петро Ємельянов
- Композитор:  Леонід Афанасьєв
- Текст пісень:  Леонід Куксо